# Fortune Gordien
Pour les articles homonymes, voir Gordien.
Fortune Everett Gordien  (né le 9 septembre 1922 à Spokane et mort le 10 avril 1990 à Fontana) est un athlète américain, spécialiste du lancer du disque.

## Carrière
Étudiant à l'Université du Minnesota, il remporte trois titres NCAA consécutifs de 1946 à 1948, et s'impose par ailleurs à six reprises lors des Championnats de l'Amateur Athletic Union entre 1947 et 1954. Sélectionné pour les Jeux olympiques de Londres, en 1948, il monte sur la troisième du podium avec un jet à 50,77 m, s'inclinant finalement face aux Italiens Adolfo Consolini et Giuseppe Tosi.
En 1949, Fortune Gordien améliore de treize centimètres le record du monde du lancer du disque d'Adolfo Consolini en établissant la marque de 56,46 m à Lisbonne, avant de réaliser 56,97 m quelques jours plus tard à Hämeenlinna. 
Dépossédé de son record du monde en juin 1953 par son compatriote Simeon Iness (57,93 m), Gordien reprend son bien quelques jours plus tard en atteignant la marque de 58,10 m à Pasadena. Il porte par la suite son record personnel à 59,28 m et établit à cette occasion le quatrième record du monde de sa carrière.
Quatrième des Jeux olympiques de 1952, il remporte le titre des Jeux panaméricains de 1955, avant de se classer deuxième des Jeux de 1956 pour ce qui constitue sa troisième participation olympique consécutive. À Melbourne, Gordien s'incline avec un lancer à 54,81 m face à son compatriote Al Oerter.
En 1960, ce discobole, "infortuné" aux J.O., réussit encore un excellent lancer, c'est-à-dire de 57,25 m (6).

### Palmarès
| Date | Compétition        | Lieu      | Résultat | Marque  |
| ---- | ------------------ | --------- | -------- | ------- |
| 1948 | Jeux olympiques    | Londres   | 3e       | 50,77 m |
| 1952 | Jeux olympiques    | Helsinki  | 4e       | 55,66 m |
| 1955 | Jeux panaméricains | Mexico    | 1er      | 53,10 m |
| 1956 | Jeux olympiques    | Melbourne | 2e       | 54,81 m |

### Records
| Épreuve          | Performance | Lieu | Date |
| ---------------- | ----------- | ---- | ---- |
| Lancer du disque | 59,28 m     |      | 1953 |